# Best Western Lake Buena Vista Resort Hotel
Het Best Western Lake Buena Vista Resort Hotel is een hotel op Walt Disney World Resort in Lake Buena Vista, Florida. Het hotel ligt tegenover Downtown Disney. Het hotel is oorspronkelijk in november 1972 geopend als Travelodge at Lake Buena Vista. Het werd beheerd door Travelodge van 1972 tot 1983, waarna het het Viscount Hotel werd tot 1988. In 1989 werd het opnieuw eigendom van Travelodge. In 2000 veranderde het hotel van naam en werd Best Western Lake Buena Vista Resort Hotel. Het hotel is gerenoveerd in 2004 en heeft 2 buitenzwembaden.